# Digonogastra curticaudis
Digonogastra curticaudis är en stekelart som först beskrevs av Gyöö Viktor Szépligeti 1901.  Digonogastra curticaudis ingår i släktet Digonogastra och familjen bracksteklar. Inga underarter finns listade i Catalogue of Life.